# Древние города России (монеты)
Древние города России — серия памятных монет Центрального банка Российской Федерации, посвящённые древним городам страны.

## История выпуска
В июне 2002 года Центральный банк Российской Федерации выпускает новые биметаллические монеты, начав тем самым новую серию «Древние города России». Серия относится к памятным монетам из недрагоценных металлов — до 2016 года объединения двух цветов, которые дают сплавы латуни и мельхиора, с 2017 года — сталь с латунным и никелевым гальваническим покрытием.
В основе серии лежат древние города России. В год выпускается от 1 до 4 монет этой серии. Некоторые монеты 2007—2009 годов выпускались сразу на двух монетных дворах (Санкт-Петербургский и Московский монетный двор). Тираж каждой монеты от 1 000 000 до 5 000 000 штук.
На январь 2022 года в данной серии 43 разновидности монет:
- 2002 год — 3 (Дербент, Кострома, Старая Русса);
- 2003 год — 4 (Псков, Муром, Дорогобуж, Касимов);
- 2004 год — 3 (Дмитров, Ряжск, Кемь);
- 2005 год — 4 (Калининград, Казань, Мценск, Боровск);
- 2006 год — 3 (Белгород, Торжок, Каргополь);
- 2007 год — 3 (Вологда, Великий Устюг, Гдов);
- 2008 год — 4 (Владимир, Приозерск, Смоленск, Азов);
- 2009 год — 4 (Выборг, Галич, Калуга, Великий Новгород);
- 2010 год — 2 (Брянск, Юрьевец);
- 2011 год — 2 (Елец, Соликамск);
- 2012 год — 1 (Белозерск);
- 2013 год — монеты не чеканились;
- 2014 год — 1 (Нерехта);
- 2015 год — монеты не чеканились;
- 2016 год — 3 (Ржев, Великие Луки и Зубцов);
- 2017 год — 1 (Олонец);
- 2018 год — 1 (Гороховец);
- 2019 год — 2 (Вязьма, Клин);
- 2020 год — 1 (Козельск);
- 2021 год — 1 (Нижний Новгород)
- 2022 год — 2 (Городец, Рыльск)
- 2023 год — 1 (Рыбинск)
- 2024 год — 1 (Торопец)

| Номинал   | Качество      | Металл | Диаметр, мм | Толщина, мм | Масса, г | Тираж, шт.                                |
| --------- | ------------- | --- | ----------- | ----------- | -------- | ----------------------------------------- |
| 10 рублей | анциркулейтед | 2002—2016 годы: кольцо — латунь, диск — мельхиор. C 2017 года: кольцо — сталь с латунным гальваническим покрытием, диск — сталь с никелевым гальваническим покрытием. | 27,00       | 2,10        | 8,40     | от 1 000 000 до 5 000 000 (каждой монеты) |

## О монетах

### 2002 год
| Изображение | Описание | Примечание |
| --- | --- | --- |
| | В центре диска — обозначение достоинства монеты «10 РУБЛЕЙ». Внутри цифры «0» — скрытые, видимые поочерёдно при изменении угла зрения изображения цифры «10» и надписи «РУБ». В нижней части диска — товарный знак монетного двора. В верхней части кольца по окружности — надпись «БАНК РОССИИ», в нижней — дата «2002», слева и справа — стилизованные ветви растений, переходящие на диск. | Единый аверс для трёх монет 2002 года, с точностью до монетного двора. |
| | Изображение города-крепости с воротами на фоне гор, над ним — герб города Дербента, справа — стилизованная ветвь винограда, по окружности — надписи: вверху — «ДРЕВНИЕ ГОРОДА РОССИИ», внизу — «ДЕРБЕНТ». | - Название монеты: Дербент - Дата выпуска: 27 июня 2002 года - Каталожный номер: 5514-0006 - Художник: А. С. Кунац - Скульптор: И. И. Копыткин - Чеканка: Московский монетный двор - Гурт: 300 рифлений и надпись «ДЕСЯТЬ РУБЛЕЙ», повторяющаяся дважды, разделённая звёздочками                  |
| Дербент — один из самых древних городов мира. Первые поселения возникли здесь в эпоху ранней бронзы — в конце 4 тысячелетия до н. э. Первое упоминание Каспийских ворот — наиболее древнего названия Дербента — относится к VI в. до н. э., его приводит известный древнегреческий географ Гекатей Милетский. | | |
| | Слева — «Беседка Островского», на втором плане — Ипатьевский монастырь (XVI—XVIII вв.) на берегу реки, над ним — герб города Костромы, по окружности — надписи: вверху — «ДРЕВНИЕ ГОРОДА РОССИИ», внизу — «КОСТРОМА». | - Название монеты: Кострома - Дата выпуска: 27 июня 2002 года - Каталожный номер: 5514-0007 - Художник: А. С. Кунац - Скульптор: А. С. Кунац - Чеканка: Санкт-Петербургский монетный двор - Гурт: 300 рифлений и надпись «ДЕСЯТЬ РУБЛЕЙ», повторяющаяся дважды, разделённая звёздочками           |
| Административный центр Костромской области. Кострома основана в XII веке, а в XIII веке стала центром удельного княжества. Исторический центр города в основном сохранил образцовый в своём роде ансамбль эпохи классицизма конца XVIII—XIX вв. Из памятников допетровской эпохи наиболее интересны комплексы Ипатьевского и Богоявленско-Анастасииного монастырей. Город входит в список поселений, имеющих официальный статус «исторических», и традиционно включается в «Золотое кольцо России». | | |
| | Слева — фонтан старорусского курорта, выше — герб города Старой Руссы, на втором плане справа — Воскресенский собор (XVII в.), по окружности — надписи: вверху — «ДРЕВНИЕ ГОРОДА РОССИИ», внизу — «СТАРАЯ РУССА». | - Название монеты: Старая Русса - Дата выпуска: 27 июня 2002 года - Каталожный номер: 5514-0008 - Художник: А. С. Кунац - Скульптор: А. А. Долгополова - Чеканка: Санкт-Петербургский монетный двор - Гурт: 300 рифлений и надпись «ДЕСЯТЬ РУБЛЕЙ», повторяющаяся дважды, разделённая звёздочками |
| Находится в Новгородской области. Впервые в летописи Старая Русса упоминается под 1167 годом, но город при слиянии рек Полисть и Порусья в Южном Приильменье появился раньше. | | |

### 2003 год
| Изображение | Описание | Примечание |
| --- | --- | --- |
| | В центре диска — обозначение достоинства монеты «10 РУБЛЕЙ». Внутри цифры «0» — скрытые, видимые поочерёдно при изменении угла зрения изображения цифры «10» и надписи «РУБ». В нижней части диска — товарный знак монетного двора. В верхней части кольца по окружности — надпись «БАНК РОССИИ», в нижней — дата «2003», слева и справа — стилизованные ветви растений, переходящие на диск. | Единый аверс для четырёх монет 2003 года, с точностью до монетного двора. |
| | изображение Псковского крома на берегу реки Великой от Плоской башни в сторону башни Кутекрома, выше — герб города Пскова, на заднем плане - Троицкий собор, по окружности — надписи: вверху — «ДРЕВНИЕ ГОРОДА РОССИИ», внизу — «ПСКОВ». | - Название монеты: Псков - Дата выпуска: 25 февраля 2003 года - Каталожный номер: 5514-0016 - Художник: А. С. Кунац - Скульптор: С. А. Корнилов - Чеканка: Санкт-Петербургский монетный двор - Гурт: 300 рифлений и надпись «ДЕСЯТЬ РУБЛЕЙ», повторяющаяся дважды, раздёленная звёздочками |
| Административный центр Псковской области. Впервые упоминается под 903 годом («Повесть временных лет», Лаврентьевская летопись). В X — начале XII веков в составе Древнерусского государства. | | |
| | Изображение Косьмодамианской церкви на берегу Оки, завершений Смоленской и других церквей, утопающих в зелени деревьев, выше — два герба города Мурома, на первом плане — река и рыбак в лодке, по окружности — надписи: вверху — «ДРЕВНИЕ ГОРОДА РОССИИ», внизу — «МУРОМ». | - Название монеты: Муром - Дата выпуска: 6 октября 2003 года - Каталожный номер: 5514-0017 - Художник: А. С. Кунац - Скульптор: Л. С. Камшилов - Чеканка: Санкт-Петербургский монетный двор - Гурт: 300 рифлений и надпись «ДЕСЯТЬ РУБЛЕЙ», повторяющаяся дважды, разделённая звёздочками  |
| Находится во Владимирской области. Название города происходит от финно-угорского племени мурома́, которое впервые упоминается в «Повести временных лет» под 862 годом. | | |
| | Изображение панорамы города на берегу реки, выше — герб города Дорогобужа, на первом плане справа — памятник героям Отечественной войны 1812 года, за ним волны, символизирующие Днепр, наверху герб Дорогобужа, по окружности — надписи: вверху — «ДРЕВНИЕ ГОРОДА РОССИИ», внизу — «ДОРОГОБУЖ».                                                                                              | - Название монеты: Дорогобуж - Дата выпуска: 6 октября 2003 года - Каталожный номер: 5514-0018 - Художник: А. С. Кунац - Скульптор: А. И. Парфёнов - Чеканка: Московский монетный двор - Гурт: 300 рифлений и надпись «ДЕСЯТЬ РУБЛЕЙ», повторяющаяся дважды, раздёленная звёздочками       |
| Районный центр в Смоленской области. Дорогобуж впервые был упомянут в «Грамоте о погородье и почестье», датируемой 1211—1218 годами, среди смоленских городов. Дорогобуж, расположенный в верховьях Днепра и вблизи дороги из Смоленска в Москву, имел важное стратегическое и военное значение. | | |
| | Изображение панорамы города с берега реки Оки с торговыми рядами, Благовещенской и Успенской церквями, выше — герб города Касимова, на первом плане — плывущий пароход, по окружности — надписи: вверху — «ДРЕВНИЕ ГОРОДА РОССИИ», внизу — «КАСИМОВ». | - Название монеты: Касимов - Дата выпуска: 6 октября 2003 года - Каталожный номер: 5514-0019 - Художник: А. С. Кунац - Скульптор: А. С. Кунац - Чеканка: Санкт-Петербургский монетный двор - Гурт: 300 рифлений и надпись «ДЕСЯТЬ РУБЛЕЙ», повторяющаяся дважды, разделённая звёздочками   |
| Районный центр в Рязанской области. Основание города относят к 1152 году, когда в летописях упоминается Городец Мещёрский (располагался несколько ниже по течению Оки от современного Касимова, при впадении речки Бабенки в Оку).                                                               | | |

### 2004 год
| Изображение | Описание | Примечание |
| --- | --- | --- |
| | В центре диска — обозначение достоинства монеты «10 РУБЛЕЙ». Внутри цифры «0» — скрытые, видимые поочерёдно при изменении угла зрения изображения цифры «10» и надписи «РУБ». В нижней части диска — товарный знак монетного двора. В верхней части кольца по окружности — надпись «БАНК РОССИИ», в нижней — дата «2004», слева и справа — стилизованные ветви растений, переходящие на диск. | Единый аверс для трёх монет 2004 года, с точностью до монетного двора. |
| | На фоне панорамы города — изображение Успенского собора Дмитровского Кремля, выше — герб города Дмитрова, по окружности — надписи: вверху — «ДРЕВНИЕ ГОРОДА РОССИИ», внизу — «ДМИТРОВ». | - Название монеты: Дмитров - Дата выпуска: 22 сентября 2004 года - Каталожный номер: 5514-0020 - Художник: А. В. Бакланов - Скульптор: А. И. Молостов - Чеканка: Московский монетный двор - Гурт: 300 рифлений и надпись «ДЕСЯТЬ РУБЛЕЙ», повторяющаяся дважды, разделённая звёздочками        |
| Районный центр в Московской области. Город основан в 1154 князем Юрием Долгоруким в заболоченной долине реки Яхрома на месте ранее существовавших здесь поселений и назван в честь святого великомученика Димитрия Солунского — небесного покровителя сына Юрия Долгорукого, Всеволода, родившегося в тот год.                | | |
| | Изображения церквей, слева — герб города Ряжска, на первом плане — путепровод, по окружности — надписи: вверху — «ДРЕВНИЕ ГОРОДА РОССИИ», внизу — «РЯЖСК». | - Название монеты: Ряжск - Дата выпуска: 22 сентября 2004 года - Каталожный номер: 5514-0021 - Художник: А. С. Кунац - Скульптор: И. И. Копыткин - Чеканка: Московский монетный двор - Гурт: 300 рифлений и надпись «ДЕСЯТЬ РУБЛЕЙ», повторяющаяся дважды, разделённая звёздочками             |
| Районный центр в Рязанской области. Упоминается впервые в 1502 году под названием Рясск. Возник на севере Рясского поля как укреплённый пункт, контролировавший волок, соединявший бассейны рек Ока и Дон. В XVI—XVII вв. входил в Большую Засечную черту, защищая Русское государство от набегов крымских и ногайских татар. | | |
| | Изображение панорамы города с главным шатром Успенского собора на втором плане, выше — герб города Кеми, на первом плане — лодки на реке, по окружности — надписи вверху — «ДРЕВНИЕ ГОРОДА РОССИИ», внизу — «КЕМЬ». | - Название монеты: Кемь - Дата выпуска: 22 сентября 2004 года - Каталожный номер: 5514-0022 - Художник: А. В. Бакланов - Скульптор: И. С. Комшилов - Чеканка: Санкт-Петергбургский монетный двор - Гурт: 300 рифлений и надпись «ДЕСЯТЬ РУБЛЕЙ», повторяющаяся дважды, разделённая звёздочками |
| Районный центр в Карелии. В XV веке Кемь была волостью посадницы Великого Новгорода Марфы Борецкой и в 1450 году была ею подарена Соловецкому монастырю. | | |

### 2005 год
| Изображение | Описание | Примечание |
| --- | --- | --- |
| | В центре диска — обозначение достоинства монеты «10 РУБЛЕЙ». Внутри цифры «0» — скрытые, видимые поочередно при изменении угла зрения изображения цифры «10» и надписи «РУБ». В нижней части диска — товарный знак монетного двора. В верхней части кольца по окружности — надпись: «БАНК РОССИИ», в нижней — дата «2005», слева и справа — стилизованные ветви растений, переходящие на диск. | Единый аверс для четырёх монет 2005 года, с точностью до монетного двора. |
| | Изображение панорамы города на берегу реки, выше — герб города Калининграда, по окружности — надписи: вверху — «ДРЕВНИЕ ГОРОДА РОССИИ», внизу — «КАЛИНИНГРАД». | - Название монеты: Калининград - Дата выпуска: 19 мая 2005 года - Каталожный номер: 5514-0024 - Художник: А. Д. Щаблыкин. - Скульптор: А. В. Черноусов. - Чеканка: Московский монетный двор. - Гурт: 300 рифлений и надпись «ДЕСЯТЬ РУБЛЕЙ», повторяющаяся дважды, разделённая звездочками.        |
| Ядром города явился замок, который при основании в 1255 году получил название «Королевская гора» (по-латински Regiomontum, позже Regiomonti, по-немецки Königsberg). По наиболее распространённой версии, назван так в честь короля Чехии Пржемысла Оттокара (при решающей помощи которого и был основан). | | |
| | Изображение панорамы города на берегу реки, выше — герб города Казани, по окружности — надписи: вверху — «ДРЕВНИЕ ГОРОДА РОССИИ», внизу — «КАЗАНЬ». | - Название монеты: Казань - Дата выпуска: 19 мая 2005 года - Каталожный номер: 5514-0025 - Художник: А. Д. Щаблыкин. - Скульптор: Ф. С. Андронов. - Чеканка: Санкт-Петербургский монетный двор. - Гурт: 300 рифлений и надпись «ДЕСЯТЬ РУБЛЕЙ», повторяющаяся дважды, разделённая звездочками.     |
| Город был основан не менее 1000 лет назад. Основанием для такой датировки является найденная во время раскопок на территории Казанского кремля чешская монета, датированная правлением св. Вацлава (предположительно, чеканки 929—930 годов) и ставшая самой ранней чешской монетой, а также другие артефакты (накладка венгерского типа, женские бусы) с менее явной датировкой. К изучению находок, имеющих отношение к возрасту Казани, были привлечены специалисты из 20 городов России и из 22 стран мира.                                                                | | |
| | Изображение панорамы города, выше — герб города Мценска, по окружности — надписи: вверху — «ДРЕВНИЕ ГОРОДА РОССИИ», внизу — «МЦЕНСК». | - Название монеты: Мценск - Дата выпуска: 4 октября 2005 года - Каталожный номер: 5514-0026 - Художник: А. Д. Щаблыкин. - Скульптор: А. И. Молостов. - Чеканка: Московский монетный двор. - Гурт: 300 рифлений и надпись «ДЕСЯТЬ РУБЛЕЙ», повторяющаяся дважды, разделённая звездочками.           |
| Мценск впервые упомянут в Никоновской летописи в 1146. С 1320 город находился под властью Литвы, окончательно вошёл в состав Московского государства в 1505 году. В 1778 году Мценск становится уездным городом Мценского уезда Орловского наместничества (с 1796 года — Орловской губернии). | | |
| | Изображение панорамы города, выше — герб города Боровска, по окружности — надписи: вверху — «ДРЕВНИЕ ГОРОДА РОССИИ», внизу — «БОРОВСК». | - Название монеты: Боровск - Дата выпуска: 4 октября 2005 года - Каталожный номер: 5514-0027 - Художник: А. Д. Щаблыкин. - Скульптор: И. С. Комшилов. - Чеканка: Санкт-Петербургский монетный двор. - Гурт: 300 рифлений и надпись «ДЕСЯТЬ РУБЛЕЙ», повторяющаяся дважды, разделённая звездочками. |
| Первое упоминание о городе содержится в духовной грамоте великого князя Ивана Ивановича II Красного, датированной 1358 годом, однако найденная на Боровском городище керамика датируется более ранним временем, XI—XIII века, что свидетельствует о существовании здесь древнерусского поселения. Археологические раскопки и обследования современного Боровска (2003) также показывают, что в XIII—XIV веках на расстоянии 500—800 метров друг от друга находились поселения на левом берегу реки Протвы («Петрова гора») и на правом (на городище и в районе Косого оврага). | | |

### 2006 год
| Изображение | Описание | Примечание |
| --- | --- | --- |
| | В центре диска — обозначение достоинства монеты «10 РУБЛЕЙ». Внутри цифры «0» — скрытые, видимые поочередно при изменении угла зрения изображения цифры «10» и надписи «РУБ». В нижней части диска — товарный знак монетного двора. В верхней части кольца по окружности — надпись: «БАНК РОССИИ», в нижней — дата «2006», слева и справа — стилизованные ветви растений, переходящие на диск. | Единый аверс для трёх монет 2006 года, с точностью до монетного двора. |
| | Изображение панорамы города, вверху слева — герб города Белгорода, по окружности — надписи: вверху — «ДРЕВНИЕ ГОРОДА РОССИИ», внизу — «БЕЛГОРОД». | - Название монеты: Белгород - Дата выпуска: 2 октября 2006 года - Каталожный номер: 5514-0039 - Художник: А. Д. Щаблыкин. - Скульптор: А. И. Парфенов. - Чеканка: Московский монетный двор. - Гурт: 300 рифлений и надпись «ДЕСЯТЬ РУБЛЕЙ», повторяющаяся дважды, разделённая звездочками.      |
| Современный город основан на современном месте по указу царя Фёдора Иоанновича 11 сентября 1596 года как пограничная крепость. С 1658 года Белгород являлся главным городом Белгородской черты — 800-километровой оборонительной линии, защищавшей Московское царство от набегов крымских татар. | | |
| | Изображение панорамы города на берегу реки, выше — герб города Торжка, по окружности — надписи: вверху — «ДРЕВНИЕ ГОРОДА РОССИИ», внизу — «ТОРЖОК». | - Название монеты: Торжок - Дата выпуска: 2 октября 2006 года - Каталожный номер: 5514-0040 - Художник: А. Д. Щаблыкин. - Скульптор: И. А. Фролов. - Чеканка: Санкт-Петербургский монетный двор. - Гурт: 300 рифлений и надпись «ДЕСЯТЬ РУБЛЕЙ», повторяющаяся дважды, разделённая звездочками. |
| Впервые упоминается в летописи 1139 года, возник и развивался как торговое поселение, сменил несколько названий (Торг, Новый Торг, Торжец, Торжок). Город располагался на пересечении сухопутных и водных путей, что способствовало его экономическому развитию. К XIII веку город был обнесен стеной, защищен земляным валом и рвами и превратился в крепость. Находится на третьем месте (после Новгорода и Старой Руссы) по количеству найденных берестяных грамот | | |
| | Изображение панорамы города на берегу реки, выше — герб города Каргополя, по окружности — надписи: вверху — «ДРЕВНИЕ ГОРОДА РОССИИ», внизу — «КАРГОПОЛЬ». | - Название монеты: Каргополь - Дата выпуска: 2 октября 2006 года - Каталожный номер: 5514-0041 - Художник: А. Д. Щаблыкин. - Скульптор: А. И. Молостов. - Чеканка: Московский монетный двор. - Гурт: 300 рифлений и надпись «ДЕСЯТЬ РУБЛЕЙ», повторяющаяся дважды, разделённая звездочками.     |
| Первое упоминание о Каргополе в письменных источниках относится к 1380 году: в Никоновской летописи есть упоминание о том, что каргопольский князь Глеб привёл свою дружину под знамёна великого московского князя Дмитрия Донского и участвовал в Куликовской битве. Сам город Каргополь (в старинных актах Карго поле) упоминается в 1447 году | | |

### 2007 год
| Изображение | Описание | Примечание |
| --- | --- | --- |
| | В центре диска — обозначение достоинства монеты «10 РУБЛЕЙ». Внутри цифры «0» — скрытые, видимые поочередно при изменении угла зрения изображения цифры «10» и надписи «РУБ». В нижней части диска — товарный знак монетного двора. В верхней части кольца по окружности — надпись: «БАНК РОССИИ», в нижней — дата «2007», слева и справа — стилизованные ветви растений, переходящие на диск. | Единый аверс для трёх монет 2007 года, с точностью до монетного двора. Впервые в этом году все монеты выпустили оба монетных двора. |
| | В центре — изображения Софийского кафедрального собора и колокольни на фоне панорамы города, слева — река и герб города Вологды, по окружности на кольце — надписи: вверху — «ДРЕВНИЕ ГОРОДА РОССИИ», внизу — «ВОЛОГДА». | - Название монеты: Вологда - Дата выпуска: 1 октября 2007 года - Каталожный номер: 5514-0048 - Художник: А. Д. Щаблыкин. - Скульптор: А. А. Долгополова. - Чеканка: Московский и Санкт-Петербургский монетные дворы. - Гурт: 300 рифлений и надпись «ДЕСЯТЬ РУБЛЕЙ», повторяющаяся дважды, разделённая звездочками.    |
| Официальной датой основания Вологды считается 1147 год. Эта версия основана на «Повести о чудесах Герасима Вологодского» 1666 года и «Летописце» Ивана Слободского 1716 года. Оба источника являются вторичными и заимствованы из более ранних сводов. Официальная дата не подтверждается данными науки. | | |
| | В центре — изображение архитектурного комплекса Соборного дворища, над ним — герб города Великий Устюг, на первом плане — река, слева — берёза, по окружности на кольце — надписи: вверху — «ДРЕВНИЕ ГОРОДА РОССИИ», внизу — «ВЕЛИКИЙ УСТЮГ». | - Название монеты: Великий Устюг - Дата выпуска: 1 октября 2007 года - Каталожный номер: 5514-0049 - Художник: А. Д. Щаблыкин. - Скульптор: А. Д. Щаблыкин. - Чеканка: Московский и Санкт-Петербургский монетные дворы. - Гурт: 300 рифлений и надпись «ДЕСЯТЬ РУБЛЕЙ», повторяющаяся дважды, разделённая звездочками. |
| Великий Устюг — один из древних русских городов. Начало Устюгу положили ростово-суздальские князья. Первое поселение они основали в XII веке на высокой горе в четырёх километрах от современного города у слияния Сухоны с Югом, а так как с этой горы можно было далеко видеть окрестности, городище получило название «Гледен» («Глядень»). Однако это городище просуществовало недолго. Чудские племена часто осаждали и жгли его, а воды рек, подмывая и затопляя берега, приносили людям немало бедствий. Ввиду этого уже в XII веке посадские люди стали переселяться на левый берег Сухоны и основали там новое поселение, названное по устью реки Юга — Усть-Югом или Устюгом. | | |
| | В центре — изображение собора Державной иконы Божией Матери, слева — герб города Гдова, по окружности — надписи: вверху — «ДРЕВНИЕ ГОРОДА РОССИИ», внизу — «ГДОВ». | - Название монеты: Гдов - Дата выпуска: 1 октября 2007 года - Каталожный номер: 5514-0050 - Художник: А. Д. Щаблыкин. - Скульптор: А. И. Молостов. - Чеканка: Московский и Санкт-Петербургский монетные дворы. - Гурт: 300 рифлений и надпись «ДЕСЯТЬ РУБЛЕЙ», повторяющаяся дважды, разделённая звездочками.          |
| Гдов впервые упоминается под 1323 годом. Каменная крепость была основана в 1431 году. | | |

### 2008 год
| Изображение | Описание | Примечание |
| --- | --- | --- |
| | В центре диска — обозначение достоинства монеты «10 РУБЛЕЙ». Внутри цифры «0» — скрытые, видимые поочередно при изменении угла зрения изображения цифры «10» и надписи «РУБ». В нижней части диска — товарный знак монетного двора. В верхней части кольца по окружности — надпись: «БАНК РОССИИ», в нижней — дата «2008», слева и справа — стилизованные ветви растений, переходящие на диск. | Единый аверс для четырёх монет 2008 года, с точностью до монетного двора. |
| | В центре — Золотые ворота на фоне панорамы города, слева вверху — герб города Владимира, справа — Успенский собор со звонницей, по окружности — надписи: вверху — «ДРЕВНИЕ ГОРОДА РОССИИ», внизу — «ВЛАДИМИР». | - Название монеты: Владимир - Дата выпуска: 1 февраля 2008 года - Каталожный номер: 5514-0051 - Художник: А. Д. Щаблыкин. - Скульптор: А. Д. Щаблыкин. - Чеканка: Московский и Санкт-Петербургский монетные дворы. - Гурт: 300 рифлений и надпись «ДЕСЯТЬ РУБЛЕЙ», повторяющаяся дважды, разделённая звездочками.  |
| Основание Владимира традиционно связывается с летописным известием о том, что Владимир Мономах заложил город в 1108 году. Соответственно, 850-летие его отмечалось в 1958 году. Наиболее крупный специалист по владимирской археологии, Н. Н. Воронин, также придерживался этой датировки. Многие события истории Северо-Восточной Руси объясняются тем, что ростовские и суздальские бояре смотрели на Владимир как на младший город и противодействовали его возвышению. Между тем Суздаль впервые упомянут в письменных источниках под 999 годом.                                                          | | |
| | В центре — изображение круглой воротной башни старой крепости на фоне панорамы города, вверху — герб города Приозерска; по окружности на кольце — надписи: вверху — «ДРЕВНИЕ ГОРОДА РОССИИ», внизу — «ПРИОЗЕРСК». | - Название монеты: Приозерск - Дата выпуска: 1 августа 2008 года - Каталожный номер: 5514-0056 - Художник: А. Д. Щаблыкин. - Скульптор: А. Д. Щаблыкин. - Чеканка: Московский и Санкт-Петербургский монетные дворы. - Гурт: 300 рифлений и надпись «ДЕСЯТЬ РУБЛЕЙ», повторяющаяся дважды, разделённая звездочками. |
| По данным летописей и хроник, известно, что в 1295 году некий укреплённый пункт в устье Вуоксы разграбил отряд шведских рыцарей под предводительством Сигурда Локке из гарнизона только что основанной Выборгской крепости, в шведской хронике этот пункт называется Кексгольмом, а русской — Корелой. Вероятно, это поселение было одним из торговых и политических центров племени Корела. В том же году новгородцы отбили его, а в 1310 построили на Узерве-Вуоксе капитальную крепость, разрушив старую.                                                                                                  | | |
| | В центре диска — Кремль, вверху слева — герб города Смоленска, справа — Успенский собор, по окружности на кольце — надписи: вверху — «ДРЕВНИЕ ГОРОДА РОССИИ», внизу — «СМОЛЕНСК». | - Название монеты: Смоленск - Дата выпуска: 1 ноября 2008 года - Каталожный номер: 5514-0057 - Художник: Э.A. Чесаков. - Скульптор: Е. И. Новикова. - Чеканка: Московский и Санкт-Петербургский монетные дворы. - Гурт: 300 рифлений и надпись «ДЕСЯТЬ РУБЛЕЙ», повторяющаяся дважды, разделённая звездочками.     |
| Смоленск является одним из первых городов Руси. В датированной части «Повести временных лет» впервые упоминается под 862 годом как центр племенного союза кривичей. По Устюженскому (Архангелогородскому) своду в записи под 863 годом, когда Аскольд и Дир в походе из Новгорода в Царьград обошли город стороной, так как город был сильно укреплен и многолюден. В 882 году город был захвачен и присоединен к Киевской Руси князем Олегом, передавшим его в удел князю Игорю, из малолетства которого власть в городе осуществлялась наместниками и дружиной, а общее управление осуществлялось из Киева. | | |
| | На диске — архитектурная панорама города, над ней — герб города Азов, по окружности на кольце — надписи: вверху — «ДРЕВНИЕ ГОРОДА РОССИИ», внизу — «АЗОВ». | - Название монеты: Азов - Дата выпуска: 1 ноября 2008 года - Каталожный номер: 5514-0058 - Художник: А. Д. Щаблыкин. - Скульптор: Е. И. Новикова. - Чеканка: Московский и Санкт-Петербургский монетные дворы. - Гурт: 300 рифлений и надпись «ДЕСЯТЬ РУБЛЕЙ», повторяющаяся дважды, разделённая звездочками.       |
| Азов расположен на берегу Дона и его притока, р. Азовки, в 15 км водного пути от его впадения в Таганрогский залив Азовского моря. Город испокон веков занимал важное стратегическое положение, оказавшее большое влияние на его историю. | | |

### 2009 год
| Изображение | Описание | Примечание |
| --- | --- | --- |
| | В центре диска — обозначение достоинства монеты «10 РУБЛЕЙ». Внутри цифры «0» — скрытые, видимые поочередно при изменении угла зрения изображения цифры «10» и надписи «РУБ». В нижней части диска — товарный знак монетного двора. В верхней части кольца по окружности — надпись: «БАНК РОССИИ», в нижней — дата «2009», слева и справа — стилизованные ветви растений, переходящие на диск. | Единый аверс для четырёх монет 2009 года, с точностью до монетного двора. |
| | В центре диска — изображение крепости, слева вверху — герб города Выборга, на втором плане — очертания города, по окружности на кольце — надписи: вверху — «ДРЕВНИЕ ГОРОДА», внизу — «ВЫБОРГ». | - Название монеты: Выборг - Дата выпуска: 2 марта 2009 года - Каталожный номер: 5514-0060 - Художник: А. В. Бакланов - Скульптор: А. Н. Бессонов. - Чеканка: Московский и Санкт-Петербургский монетные дворы. - Гурт: 300 рифлений и надпись «ДЕСЯТЬ РУБЛЕЙ», повторяющаяся дважды, разделённая звездочками.                 |
| История поселения в районе будущего города начинается гораздо раньше 1293 года, года основания шведами Выборгского замка. Уже в начале первого тысячелетия источники повествовали о проживании в этом районе племени корела, предков современных карел. Корела самостоятельно и совместно с новгородцами вела торговлю с ганзейскими и готландскими купцами, а важнейшую роль в этой торговле играло западное устье реки Вуоксы | | |
| | В центре диска — изображение храмового комплекса Рыбной слободы, слева вверху — герб города Галича, по окружности на кольце — надписи: вверху — «ДРЕВНИЕ ГОРОДА РОССИИ», внизу — «ГАЛИЧ». | - Название монеты: Галич - Дата выпуска: 1 июня 2009 года - Каталожный номер: 5514-0061 - Художник: А. Д. Щаблыкин. - Скульптор: А. А. Долгополова. - Чеканка: Московский и Санкт-Петербургский монетные дворы. - Гурт: 300 рифлений и надпись «ДЕСЯТЬ РУБЛЕЙ», повторяющаяся дважды, разделённая звездочками.               |
| Город, согласно распространённой версии, был основан в 1158 или 1159 годах Юрием Долгоруким. Известен по летописным источникам XIII века как Галич Мерский. | | |
| | В центре диска — изображение церкви Преображения Господня на Смоленской улице на переднем плане и моста через Оку на заднем, слева вверху — герб города Калуги, по окружности на кольце — надписи: вверху — «ДРЕВНИЕ ГОРОДА РОССИИ», внизу — «КАЛУГА». | - Название монеты: Калуга - Дата выпуска: 1 июня 2009 года - Каталожный номер: 5514-0062 - Художник: А. Д. Щаблыкин. - Скульптор: А. И. Молостов. - Чеканка: Московский и Санкт-Петербургский монетные дворы. - Гурт: 300 рифлений и надпись «ДЕСЯТЬ РУБЛЕЙ», повторяющаяся дважды, разделённая звездочками.                 |
| Калуга впервые упоминается в 1371 году в грамоте литовского князя Ольгерда, жаловавшегося константинопольскому патриарху Филофею на то, что Московский князь Дмитрий отнял у него ряд городов, в том числе и Калугу. В 1389 году упоминание города в духовной грамоте-завещании Дмитрия Донского окончательно закрепило его в составе Московского княжества. | | |
| | В центре диска — изображение панорамы города, слева вверху — герб города Великого Новгорода, по окружности на кольце — надписи: вверху — «ДРЕВНИЕ ГОРОДА», внизу — «ВЕЛИКИЙ НОВГОРОД». | - Название монеты: Великий Новгород - Дата выпуска: 3 августа 2009 года - Каталожный номер: 5514-0065 - Художник: А. Д. Щаблыкин. - Скульптор: А. А. Долгополова. - Чеканка: Московский и Санкт-Петербургский монетные дворы. - Гурт: 300 рифлений и надпись «ДЕСЯТЬ РУБЛЕЙ», повторяющаяся дважды, разделённая звездочками. |
| Официальной датой возникновения Новгорода — без учёта археологических и иных возражений такой дате — принято условно считать 859 год, исходя из поздней Никоновской летописи (компиляция XVI век; сведений о закладке или строительстве Новгорода под этой датой в данном источнике нет). При этом в самой летописи не сказано об основании города именно в этот год, но под годом 6367 (859 год) содержится запись о смерти Гостомысла, новгородского старейшины, что никак не может признаваться датой возникновения Новгорода. Автором официальной даты основания города стал историк М. Н. Тихомиров, выступивший с докладом на научной конференции в Новгороде накануне 1959 года, что позволило отметить в тот год 1100-летие Новгорода. | | |

### 2010 год
| Изображение | Описание | Примечание |
| --- | --- | --- |
| | В центре диска — обозначение достоинства монеты «10 РУБЛЕЙ». Внутри цифры «0» — скрытые, видимые поочередно при изменении угла зрения изображения цифры «10» и надписи «РУБ». В нижней части диска — товарный знак монетного двора. В верхней части кольца по окружности — надпись: «БАНК РОССИИ», в нижней — дата «2010», слева и справа — стилизованные ветви растений, переходящие на диск. | Единый аверс для двух монет 2010 года, с точностью до монетного двора. |
| | Архитектурная панорама города, слева — герб города Брянска, по окружности на кольце — надписи: вверху — «ДРЕВНИЕ ГОРОДА РОССИИ», внизу — «БРЯНСК». | - Название монеты: Брянск - Дата выпуска: 1 марта 2010 года - Каталожный номер: 5514-0068 - Художник: А. А. Брынза. - Скульптор: А. А. Долгополова. - Чеканка: Санкт-Петербургский монетный двор. - Гурт: 300 рифлений и надпись «ДЕСЯТЬ РУБЛЕЙ», повторяющаяся дважды, разделённая звездочками. |
| Впервые город упоминается в Ипатьевской летописи как «Дебрянск» под 1146 годом, позднее — в Воскресенской, Лаврентьевской, Троицкой летописях и других источниках. Название города Брянск произошло от древнерусского слова Дьбряньскъ, образованного от слова дьбрь. (Древнерусское слово дьбрь означает «обрыв, ров, горный склон, поросший густым лесом».) | | |
| | Архитектурный ансамбль города, на втором плане — река, вверху справа — герб города Юрьевца, по окружности на кольце — надписи: вверху — «ДРЕВНИЕ ГОРОДА РОССИИ», внизу — «ЮРЬЕВЕЦ». | - Название монеты: Юрьевец - Дата выпуска: 1 марта 2010 года - Каталожный номер: 5514-0069 - Художник: Ф. С. Андронов. - Скульптор: Ф. С. Андронов. - Чеканка: Санкт-Петербургский монетный двор. - Гурт: 300 рифлений и надпись «ДЕСЯТЬ РУБЛЕЙ», повторяющаяся дважды, разделённая звездочками. |
| Юрьевец — самый старый город Ивановской области. Он был основан в 1225 году владимирским князем Юрием II как Юрьев-Повольский. В 1237 году разрушен армией Батыя. Основанный для защиты Центральной и Северной Руси от набегов с востока, позднее превратился в важный торговый узел. Статус города с 1778 года. За заслуги города перед страной Екатерина II пожаловала Юрьевец именным гербом: несмотря на то, что это не губернский центр, на геральдическом щите находится только символ города, без губернского герба. Герб Юрьевца — на голубом поле — серебряная сторожевая башня. | | |

### 2011 год
| Изображение | Описание | Примечание |
| --- | --- | --- |
| | В центре диска — обозначение достоинства монеты «10 РУБЛЕЙ». Внутри цифры «0» — скрытые, видимые поочередно при изменении угла зрения изображения цифры «10» и надписи «РУБ». В нижней части диска — товарный знак монетного двора. В верхней части кольца по окружности — надпись: «БАНК РОССИИ», в нижней — дата «2011», слева и справа — стилизованные ветви растений, переходящие на диск. | Единый аверс для двух монет 2011 года, с точностью до монетного двора. |
| | Архитектурная панорама города, вверху справа — герб города Ельца, по окружности на кольце — надписи: вверху: «ДРЕВНИЕ ГОРОДА РОССИИ», внизу: «ЕЛЕЦ» | - Название монеты: Елец - Дата выпуска: 1 марта 2011 года - Каталожный номер: 5514-0075 - Художник: С. В. Сутягин. - Скульптор: А. Д. Бессонов. - Чеканка: Санкт-Петербургский монетный двор. - Гурт: 300 рифлений и надпись «ДЕСЯТЬ РУБЛЕЙ», повторяющаяся дважды, разделённая звездочками.                         |
| Первое упоминание Ельца в источниках имеется в Никоновской летописи под 6654 годом от сотворения мира, иначе в 1146—1147 гг. н. э. Первое достоверное упоминание о Ельце относится к 1389 году, когда митрополит Пимен встретил у слияния Дона с рекой Воронеж князя Елецкого.                                                                    | | |
| | Архитектурная панорама города, вверху — герб города Соликамска, по окружности на кольце — надписи, вверху: «ДРЕВНИЕ ГОРОДА РОССИИ», внизу: «СОЛИКАМСК». | - Название монеты: Соликамск - Дата выпуска: 1 марта 2011 года - Каталожный номер: 5514-0076 - Художник: С. В. Сутягин. - Скульптор: Ф. С. Андронов, А. А. Долгополова. - Чеканка: Санкт-Петербургский монетный двор. - Гурт: 300 рифлений и надпись «ДЕСЯТЬ РУБЛЕЙ», повторяющаяся дважды, разделённая звездочками. |
| Жизнь и название Соликамску дала соль. Город возник при соляных промыслах, организованных выходцами из Вологды купцами Калинниковыми. Около 1430 года они устроили рассолоподъемные трубы и варницы на берегу Усолки. Первоначально, в летописи 1506 года, город назывался Усолье на Камском, позднее Усолье Камское, а с XVII века Соль Камская. | | |

### 2012 год
| Изображение | Описание | Примечание |
| --- | --- | --- |
| | В центре диска — обозначение достоинства монеты «10 РУБЛЕЙ». Внутри цифры «0» — скрытые, видимые поочередно при изменении угла зрения изображения цифры «10» и надписи «РУБ». В нижней части диска — товарный знак монетного двора. В верхней части кольца по окружности — надпись: «БАНК РОССИИ», в нижней — дата «2012», слева и справа — стилизованные ветви растений, переходящие на диск. | Аверс монет 2012 года. |
| | Архитектурная панорама Белозерского кремля с Преображенским собором, вверху — герб города Белозерск, по окружности на кольце — надписи, вверху: «ДРЕВНИЕ ГОРОДА РОССИИ», внизу: «БЕЛОЗЕРСК». | - Название монеты: Белозерск - Дата выпуска: 1 июня 2012 года - Каталожный номер: 5514-0079 - Художник: Л. А. Евдокимова. - Скульптор: Л. А. Евдокимова. - Чеканка: Санкт-Петербургский монетный двор. - Гурт: 300 рифлений и надпись «ДЕСЯТЬ РУБЛЕЙ», повторяющаяся дважды, разделённая звездочками. |
| Белозерск — один из древнейших городов России. Впервые он упоминается в «Повести временных лет» в 862 году как город Белоозеро, располагавшийся в стороне от современного Белозерска, на северном берегу Белого озера, у деревни Киснема. | | |

### 2014 год
| Изображение                                                                                           | Описание | Примечание |
| --- | --- | --- |
| | На кольце по окружности расположены надписи: в верхней части — «БАНК РОССИИ», в нижней части — «2014». Слева и справа на внешнем кольце расположены изображения ветви лавра и дуба соответственно, элементы изображения которых переходят на диск. В центре диска расположены число «10» и надпись «РУБЛЕЙ» под ним, обозначающие номинал монеты. Внутри цифры «0» имеется защитный элемент в виде числа «10» и надписи «РУБ», наблюдаемых под разными углами зрения к плоскости монеты. В нижней части диска расположен товарный знак монетного двора. | Аверс монет 2014 года. |
| | На диске расположено изображение панорамы города Нерехта, вверху — изображение герба города Нерехта, на кольце по окружности имеются надписи: в верхней части — «ДРЕВНИЕ ГОРОДА РОССИИ», в нижней части — «НЕРЕХТА». | - Название монеты: Нерехта - Дата выпуска: 10 января 2014 года - Каталожный номер: 5514-0082 - Художник: А. А. Брынза. - Скульптор: А. Н. Бессонов. - Чеканка: Санкт-Петербургский монетный двор. - Гурт: 300 рифлений и надпись «ДЕСЯТЬ РУБЛЕЙ», повторяющаяся дважды, разделённая звездочками. |
| Первое упоминание о Нерехте относится к 1214 г., когда за неё боролись дети Всеволода Большое Гнездо. | | |

### 2016 год
| Изображение | Описание | Примечание |
| --- | --- | --- |
| | На кольце по окружности расположены надписи: в верхней части — «БАНК РОССИИ», в нижней части — «2016». Слева и справа на внешнем кольце расположены изображения ветви лавра и дуба соответственно, элементы изображения которых переходят на диск. В центре диска расположены число «10» и надпись «РУБЛЕЙ» под ним, обозначающие номинал монеты. Внутри цифры «0» имеется защитный элемент в виде числа «10» и надписи «РУБ», наблюдаемых под разными углами зрения к плоскости монеты. В нижней части диска расположен товарный знак монетного двора. | Единый аверс для трёх монет 2016 года, с точностью до монетного двора. |
| | На диске расположено изображение панорамы города Ржева, вверху — изображение герба города Ржева, на кольце по окружности имеются надписи: в верхней части — «ДРЕВНИЕ ГОРОДА РОССИИ», в нижней части — «РЖЕВ». | - Название монеты: Ржев - Дата выпуска: 11 июля 2016 года - Каталожный номер: 5514-0094 - Художник: А. А. Брынза. - Скульптор: А. Н. Бессонов. - Чеканка: Московский монетный двор. - Гурт: 300 рифлений и надпись «ДЕСЯТЬ РУБЛЕЙ», повторяющаяся дважды, разделённая звездочками.         |
| Основание Ржева историческая литература относит к середине XII века. В Новгородской уставной грамоте встречается его упоминание под 1019 годом. | | |
| | На диске расположено изображение панорамы города Великие Луки, вверху — изображение герба города, на кольце по окружности имеются надписи: в верхней части — «ДРЕВНИЕ ГОРОДА РОССИИ», в нижней части — «ВЕЛИКИЕ ЛУКИ». | - Название монеты: Великие Луки - Дата выпуска: 11 июля 2016 года - Каталожный номер: 5514-0095 - Художник: А. А. Брынза. - Скульптор: А. Н. Бессонов. - Чеканка: Московский монетный двор. - Гурт: 300 рифлений и надпись «ДЕСЯТЬ РУБЛЕЙ», повторяющаяся дважды, разделённая звездочками. |
| Первое упоминание о Великих Луках датируется 1166 годом.                                                                                        | | |
| | На диске расположено изображение панорамы города Зубцов, вверху — изображение герба города, на кольце по окружности имеются надписи: в верхней части — «ДРЕВНИЕ ГОРОДА РОССИИ», в нижней части — «ЗУБЦОВ». | - Название монеты: Зубцов - Дата выпуска: 11 июля 2016 года - Каталожный номер: 5514-0096 - Художник: А. А. Брынза. - Скульптор: А. Н. Бессонов. - Чеканка: Московский монетный двор. - Гурт: 300 рифлений и надпись «ДЕСЯТЬ РУБЛЕЙ», повторяющаяся дважды, разделённая звездочками.       |
| Первое упоминание в летописях о Зубцове датируется 1216 годом.                                                                                  | | |

### 2017 год
| Изображение | Описание | Примечание |
| --- | --- | --- |
| | На кольце по окружности расположены надписи: в верхней части — «БАНК РОССИИ», в нижней части — «2017». Слева и справа на внешнем кольце расположены изображения ветви лавра и дуба соответственно, элементы изображения которых переходят на диск. В центре диска расположены число «10» и надпись «РУБЛЕЙ» под ним, обозначающие номинал монеты. Внутри цифры «0» имеется защитный элемент в виде числа «10» и надписи «РУБ», наблюдаемых под разными углами зрения к плоскости монеты. В нижней части диска расположен товарный знак монетного двора. | Аверс монет 2017 года. |
| | На диске расположено изображение панорамы города Олонца, вверху — изображение герба города Олонца, на кольце по окружности имеются надписи: в верхней части — «ДРЕВНИЕ ГОРОДА РОССИИ», в нижней части — «ОЛОНЕЦ». | - Название монеты: Олонец - Дата выпуска: 18 апреля 2017 года - Каталожный номер: 5714-0056 - Художник: А. Д. Щаблыкин - Скульптор: А. Д. Щаблыкин - Чеканка: Московский монетный двор - Гурт: 300 рифлений и надпись «ДЕСЯТЬ РУБЛЕЙ», повторяющаяся дважды, разделённая звездочками. |
| Впервые в письменных источниках Олонец упоминается в приписке к Уставу новгородского князя Святослава Ольговича, устав датируется 1137 годом. | | |

### 2018 год
| Изображение | Описание | Примечание |
| --- | --- | --- |
| | На кольце по окружности расположены надписи: в верхней части — «БАНК РОССИИ», в нижней части — «2018». Слева и справа на внешнем кольце расположены изображения ветви лавра и дуба соответственно, элементы изображения которых переходят на диск. В центре диска расположены число «10» и надпись «РУБЛЕЙ» под ним, обозначающие номинал монеты. Внутри цифры «0» имеется защитный элемент в виде числа «10» и надписи «РУБ», наблюдаемых под разными углами зрения к плоскости монеты. В нижней части диска расположен товарный знак монетного двора. | Аверс монет 2018 года. |
| | На диске расположена архитектурная панорама города, справа – герб города Гороховца, по окружности на кольце – надписи, вверху: "ДРЕВНИЕ ГОРОДА РОССИИ", внизу: "ГОРОХОВЕЦ" | - Название монеты: Гороховец - Дата выпуска: 4 июня 2018 года - Каталожный номер: 5714-0060 - Художник: Ф.С. Андронов - Скульптор: Ф.С. Андронов - Чеканка: Московский монетный двор - Гурт: 300 рифлений и надпись «ДЕСЯТЬ РУБЛЕЙ», повторяющаяся дважды, разделённая звездочками. |
| Вероятнее всего укреплённый пограничный пункт на восточных границах Владимиро-Суздальского княжества был основан великим князем Андреем Боголюбским в 1168 году во времена походов русских войск на Волжскую Булгарию. Впервые Гороховец как «град Святой Богородицы» упоминается в Лаврентьевской летописи, датированной 1239 годом, когда его впервые сожгли татаро-монголы | | |

### 2019 год
| Изображение | Описание | Примечание |
| --- | --- | --- |
| | На диске в центре – обозначение номинала монеты: "10 РУБЛЕЙ", внутри цифры "0" – скрытые, видимые поочередно при изменении угла зрения изображения числа "10" и надписи "РУБ", внизу – товарный знак монетного двора; на кольце вверху – надпись: "БАНК РОССИИ", внизу – год выпуска "2019", слева и справа – стилизованные ветви растений, переходящие на диск. | Единый аверс для двух монет 2019 года, с точностью до монетного двора. |
| | Рельефное изображение панорамы города Вязьмы, вверху – герб города Вязьмы; по окружности на кольце – надписи, вверху: "ДРЕВНИЕ ГОРОДА РОССИИ", внизу: "ВЯЗЬМА" | - Название монеты: Вязьма - Дата выпуска: 8 мая 2019 года - Каталожный номер: 5514-0063 - Художник: Ф.С. Андронов. - Скульптор: Ф.С. Андронов. - Чеканка: Московский монетный двор. - Гурт: 300 рифлений и надпись «ДЕСЯТЬ РУБЛЕЙ», повторяющаяся дважды, разделённая звездочками.   |
| Впервые в письменных источниках Вязьма упоминается в 1239 году — тогда город был отдан в удел Андрею Владимировичу Долгой Руке, сыну великого князя киевского Владимира Рюриковича. | | |
| | Рельефное изображение панорамы города Клина, вверху слева – изображение герба города Клина; на кольце по окружности – надписи, вверху: "ДРЕВНИЕ ГОРОДА РОССИИ", внизу: "КЛИН" | - Название монеты: Клин - Дата выпуска: 5 сентября 2019 года - Каталожный номер: 5514-0065 - Художник: Ф.С. Андронов - Скульптор: Ф. С. Андронов - Чеканка: Московский монетный двор. - Гурт: 300 рифлений и надпись «ДЕСЯТЬ РУБЛЕЙ», повторяющаяся дважды, разделённая звездочками. |
| Первое упоминание Клина относится к 1317 году — в Никоновской летописи говорится: «… В лето 6825… Тое же зимы князь великы Юрьи Даниловичь Московьский с Кавгадыем, и со многыми Татары и с князи Суздальскыми, и со иными князи и со многими силами поиде с Костромы к Ростову, а от Ростова поиде к Переславлю, и от Переславля поиде к Дмитрову, а из Дмитрова к Клину». | | |

### 2020 год
| Изображение                                                            | Описание | Примечание |
| ---------------------------------------------------------------------- | --- | --- |
|                                                                        | На диске в центре – обозначение номинала монеты: «10 РУБЛЕЙ», внутри цифры «0» – скрытые, видимые поочередно при изменении угла зрения изображения числа «10» и надписи «РУБ», внизу – товарный знак монетного двора; на кольце вверху – надпись: «БАНК РОССИИ», внизу – год выпуска «2020», слева и справа – стилизованные ветви растений, переходящие на диск. | Аверс монет 2020 года. |
|                                                                        | Рельефное изображение вида на Никольскую церковь, вверху слева — герб города Козельска, по окружности на кольце – надписи, вверху: «ДРЕВНИЕ ГОРОДА РОССИИ», внизу: «КОЗЕЛЬСК» | - Название монеты: Козельск - Дата выпуска: 20 июля 2020 года - Каталожный номер: 5514-0069 - Художник: А.В. Гнидин. - Скульптор: А.Н. Бессонов. - Чеканка: Московский монетный двор. - Гурт: 300 рифлений и надпись «ДЕСЯТЬ РУБЛЕЙ», повторяющаяся дважды, разделённая звездочками. |
| Первое упоминание Козельска в русских летописях датируется 1146 годом. | | |

### 2021 год
| Изображение | Описание | Примечание |
| --- | --- | --- |
| | На диске в центре – обозначение номинала монеты: «10 РУБЛЕЙ», внутри цифры «0» – скрытые, видимые поочередно при изменении угла зрения изображения числа «10» и надписи «РУБ», внизу – товарный знак монетного двора; на кольце вверху – надпись: «БАНК РОССИИ», внизу – год выпуска «2021», слева и справа – стилизованные ветви растений, переходящие на диск. | Аверс монет 2021 года. |
| | Рельефное изображение здания Нижегородской ярмарки, вверху слева — герб города Нижнего Новгорода, по окружности на кольце – надписи, вверху: «ДРЕВНИЕ ГОРОДА РОССИИ», внизу: «НИЖНИЙ НОВГОРОД» | - Название монеты: Нижний Новгород - Дата выпуска: 28 мая 2021 года - Каталожный номер: 5514-0072 - Художник: А.В. Бакланов. - Скульптор: А.В. Гнидин. - Чеканка: Московский монетный двор. - Гурт: 300 рифлений и надпись «ДЕСЯТЬ РУБЛЕЙ», повторяющаяся дважды, разделённая звездочками. |
| Нижний Новгород основан в 1221 году великим князем владимирским Юрием Всеволодовичем – внуком основателя Москвы князя Юрия Долгорукого. | | |

### 2022 год
| Изображение | Описание | Примечание |
| --- | --- | --- |
| | На диске в центре – обозначение номинала монеты: "10 РУБЛЕЙ", внутри цифры "0" – скрытые, видимые поочередно при изменении угла зрения изображения числа "10" и надписи "РУБ", внизу – товарный знак монетного двора; на кольце вверху – надпись: "БАНК РОССИИ", внизу – год выпуска "2022", слева и справа – стилизованные ветви растений, переходящие на диск. | Единый аверс для двух монет 2022 года, с точностью до монетного двора. |
| | Рельефное изображение панорамы города Рыльска с видом на Успенский собор; на кольце по окружности – рельефные надписи, вверху: «ДРЕВНИЕ ГОРОДА РОССИИ», внизу: «РЫЛЬСК». | - Название монеты: Рыльск - Дата выпуска: 14 июля 2022 года - Каталожный номер: 5714-0084 - Художник: А. В. Гнидин. - Скульптор: А. В. Гнидин. - Чеканка: Московский монетный двор. - Гурт: 300 рифлений и надпись «ДЕСЯТЬ РУБЛЕЙ», повторяющаяся дважды, разделённая звездочками.  |
| | Рельефное изображение панорамы города Городца; вверху слева – герб Городецкого района; на кольце по окружности – рельефные надписи: вверху – «ДРЕВНИЕ ГОРОДА РОССИИ», внизу – «ГОРОДЕЦ». | - Название монеты: Городец - Дата выпуска: 2 августа 2022 года - Каталожный номер: 5714-0085 - Художник: А. В. Гнидин - Скульптор: А. В. Гнидин - Чеканка: Московский монетный двор. - Гурт: 300 рифлений и надпись «ДЕСЯТЬ РУБЛЕЙ», повторяющаяся дважды, разделённая звездочками. |
| Городец – один из древнейших русских городов, основанный на высоком берегу Волги князем Юрием Владимировичем Долгоруким в 1152 году как город-крепость. | | |

### 2023 год
| Изображение | Описание | Примечание |
| --- | --- | --- |
| | На диске в центре – обозначение номинала монеты: «10 РУБЛЕЙ», внутри цифры «0» – скрытые, видимые поочередно при изменении угла зрения изображения числа «10» и надписи «РУБ», внизу – товарный знак монетного двора; на кольце вверху – надпись: «БАНК РОССИИ», внизу – год выпуска «2023», слева и справа – стилизованные ветви растений, переходящие на диск. | Аверс монет 2023 года. |
| | Рельефное изображение Спасо-Преображенского собора и моста через Волгу; вверху – герб Рыбинска; на кольце по окружности – рельефные надписи: вверху – «ДРЕВНИЕ ГОРОДА РОССИИ», внизу – «РЫБИНСК». | - Название монеты: Рыбинск - Дата выпуска: 11 июля 2023 года - Каталожный номер: - Художник: О.Г. Шепель. - Скульптор: О.Г. Шепель. - Чеканка: Московский монетный двор. - Гурт: 300 рифлений и надпись «ДЕСЯТЬ РУБЛЕЙ», повторяющаяся дважды, разделённая звездочками. |
| Рыбинск – второй по величине город Ярославской области. В 1071 году появилось первое упоминание в летописи о расположенном на берегу Волги поселении Усть-Шексна, которое стало предшественником города. | | |

### 2024 год
В 2024 году выпущена одна монета: Торопец, Тверская область.

## Карта
Синим обозначены города для которых уже выпущена монета, красным — те, для которых выпуск только планируется.